# ケンシコ墓地

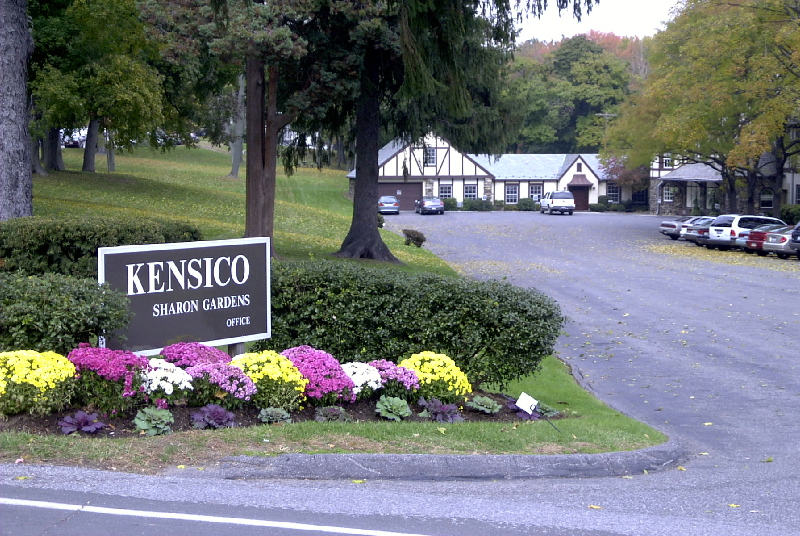
正面入り口

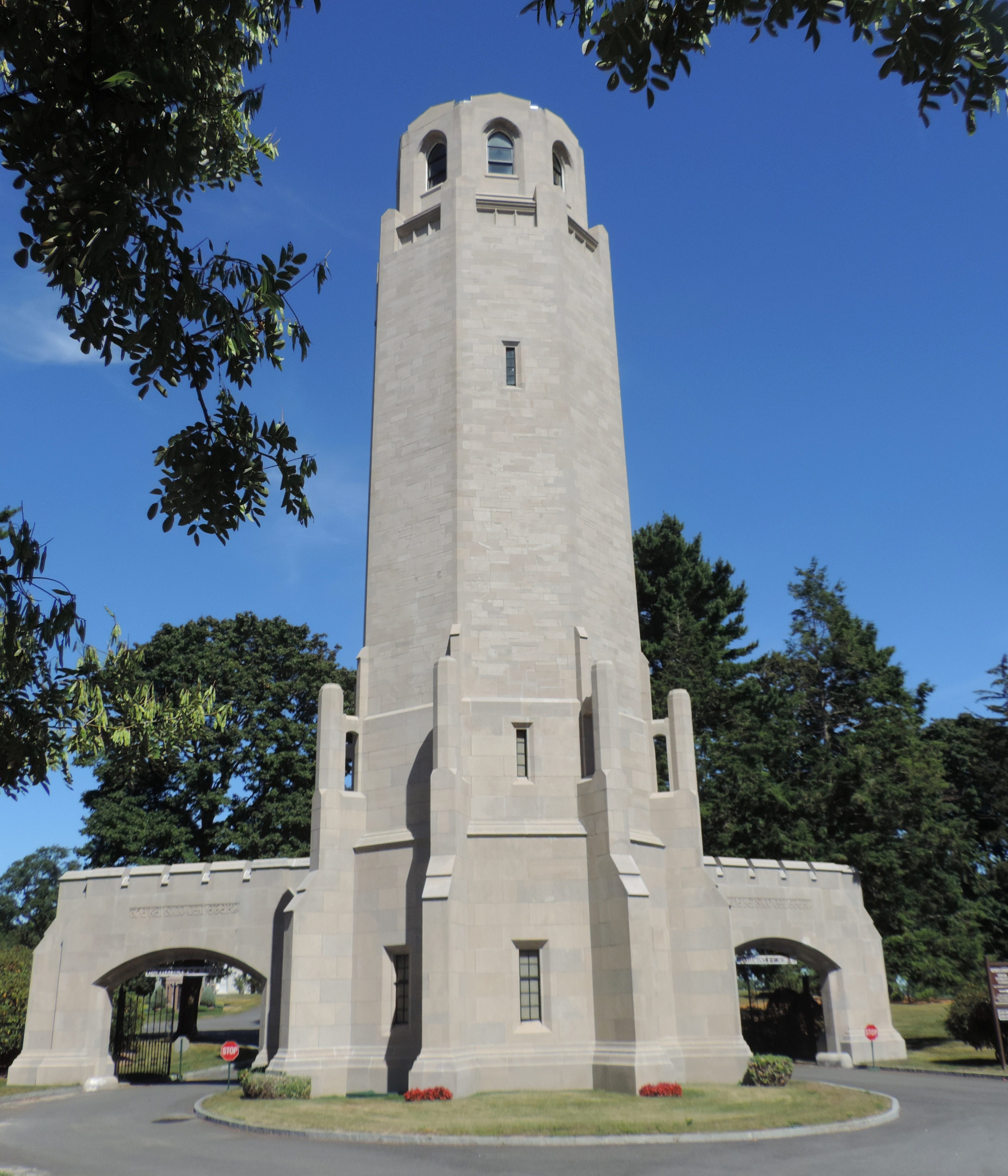
上部入り口の塔

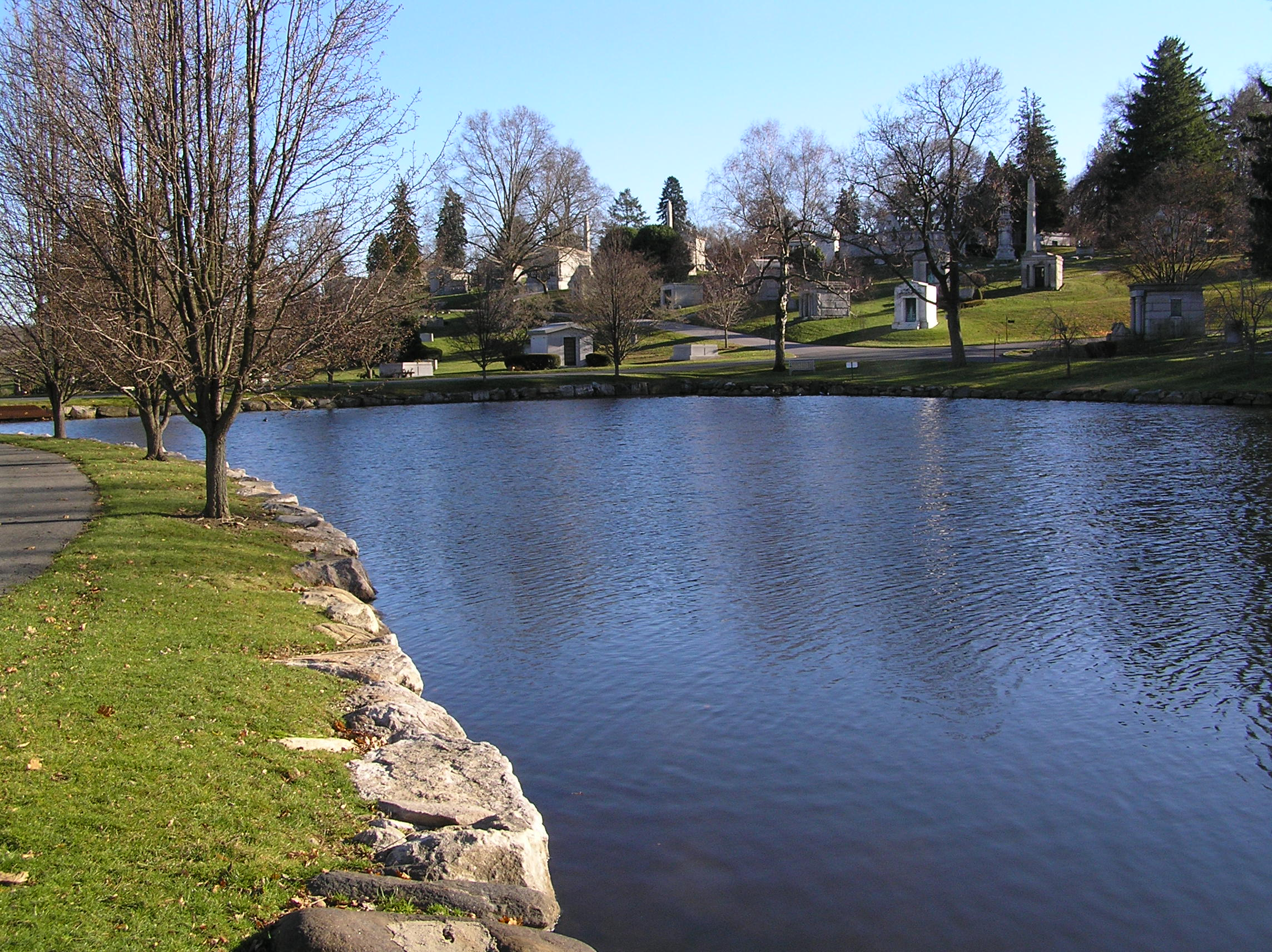
ミネオラ湖

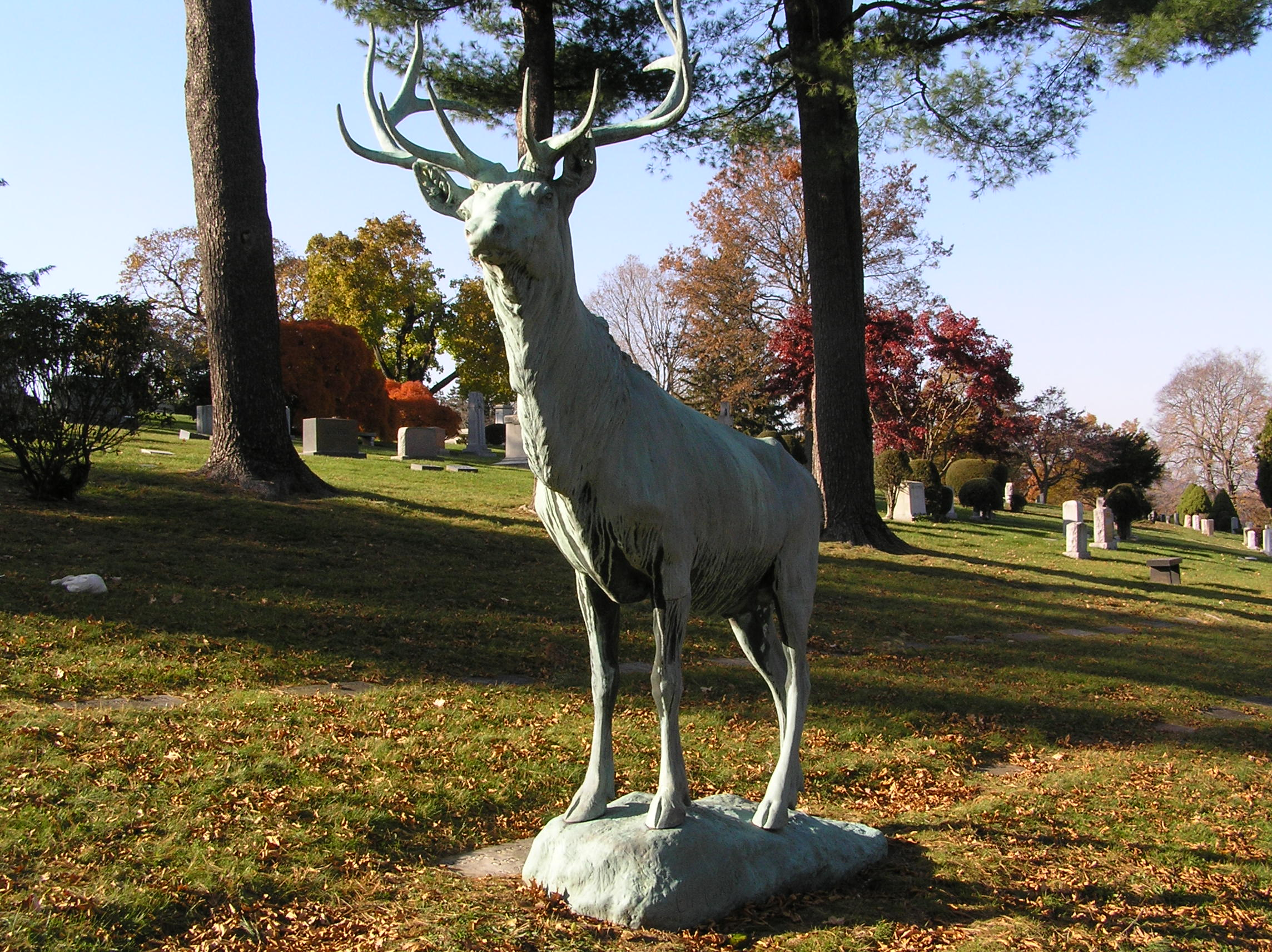
ヘラジカの像

ケンシコ墓地（英: Kensico Cemetery）はアメリカ合衆国ニューヨーク州マウントプレザントヴァルハラにある墓地。ニューヨーク市の多くの墓地が満杯になってきたため1889年に設立された。当初は250エーカー (1.0 km2)ほどだったが、1905年に600エーカー (2.4 km2)に拡張された。1912年に一部が隣接するゲートオブヘブン墓地に売却されたため、461エーカー (1.87 km2)になった。
ロシア生まれの セルゲイ・ラフマニノフなど、20世紀初頭の多くのアーティストがここに埋葬されている。墓地にはアメリカ俳優基金と全米ヴォードヴィル協会の会員のための特別区画があり、その中には極貧のうちに亡くなった人々もいる。
2021年12月時点で、野球殿堂入りしたルー・ゲーリッグを含む8人のメジャーリーグベースボール選手がここに埋葬されている。
シャロンガーデンはケンシコ墓地の中の76エーカー (31 ha)の区画で、1953年にユダヤ人の埋葬のため作られた。

## ケンシコ区画の著名な被葬者
- ハッジ・アリ (c. 1887-92 – 1937), ヴォードヴィル芸人
- アン・バンクロフト (1931–2005), アメリカの女優
- エド・バロー (1868–1953), 野球監督、経営者
- マリオン・バウアー (1882–1955), アメリカの作曲家
- ビリー・バーク (女優) (1884–1970), アメリカの女優、フローレンツ・ジーグフェルド・ジュニアの妻
- ハリー・ダヴェンポート (1866–1949), 俳優
- ウィリアム・ウォーレス・デンスロウ (1856–1915), イラストレーター
- トミー・ドーシー (1905–1956), スウィング時代のトロンボーン奏者、バンドリーダー
- ジェラルディン・ファーラー (1882–1967), オペラのソプラノ歌手
- エマーヌエル・フォイアーマン (1902–1942), チェリスト
- ハリー・フレイジー (1880–1929), ボストン・レッドソックスのオーナー
- ルー・ゲーリッグ (1903–1941), アメリカ野球殿堂入りの野球選手
- ロイ・グラウバー (1925–2018), ノーベル物理学賞受賞者
- ギルバート・ゴットフリード (1955–2022), アメリカのスタンダップコメディアン、俳優
- ローズ・グレゴリオ (1925–2023), 女優
- ウール・グロスバード (1929–2012) 映画・舞台監督、プロデューサー
- メイ・アーウィン (1862–1938), コメディアン
- ダニー・ケイ (1911–1987), 俳優、コメディアン
- ルース・ラレード (1937–2005), ピアニスト
- ドロシー・ラウドン (1933–2003), トニー賞受賞の女優
- アンナ・モッフォ (1932–2006), オペラのソプラノ歌手
- ウィリアム・マルドゥーン (1852–1933), レスラー
- ヤンセン・パネッティーア (1994–2023), 俳優
- ハリエット・クインビー (1875–1912), 先駆的飛行士
- セルゲイ・ラフマニノフ (1873–1943), 作曲家、ピアニスト、指揮者
- アイン・ランド (1905–1982), 作家、哲学者、劇作家、脚本家
- ジェイコブ・ルパート (1867–1939), ニューヨーク・ヤンキースのオーナー
- デイヴィッド・サーノフ (1891–1971), RCAの経営者
- ゴードン・スコット (1926–2007), 俳優
- ギル・スコット・ヘロン (1949–2011) 歌手、ミュージシャン
- フローレンツ・ジーグフェルド・ジュニア (1869–1932), 『ジーグフェルド・フォリーズ』のプロデューサー

## シャロンガーデン区画の被葬者
- パディ・チャイエフスキー (1923–1981), 脚本家、第3回アカデミー賞受賞
- ギルバート・ゴットフリード (1955–2022), コメディアン、俳優
- ロバート・メリル (1917–2004), バリトン歌手、メトロポリタンオペラスター
- マーシャル・ニーレンバーグ (1927–2010), 生化学者
- ビヴァリー・シルズ (1929–2007), オペラのソプラノ歌手
- ルー・ソロフ (1944–2015), ジャズトランぺッター
- エリ・ヴィーゼル (1928–2016), 作家、ホロコースト生存者

## 変わった墓、著名人の墓

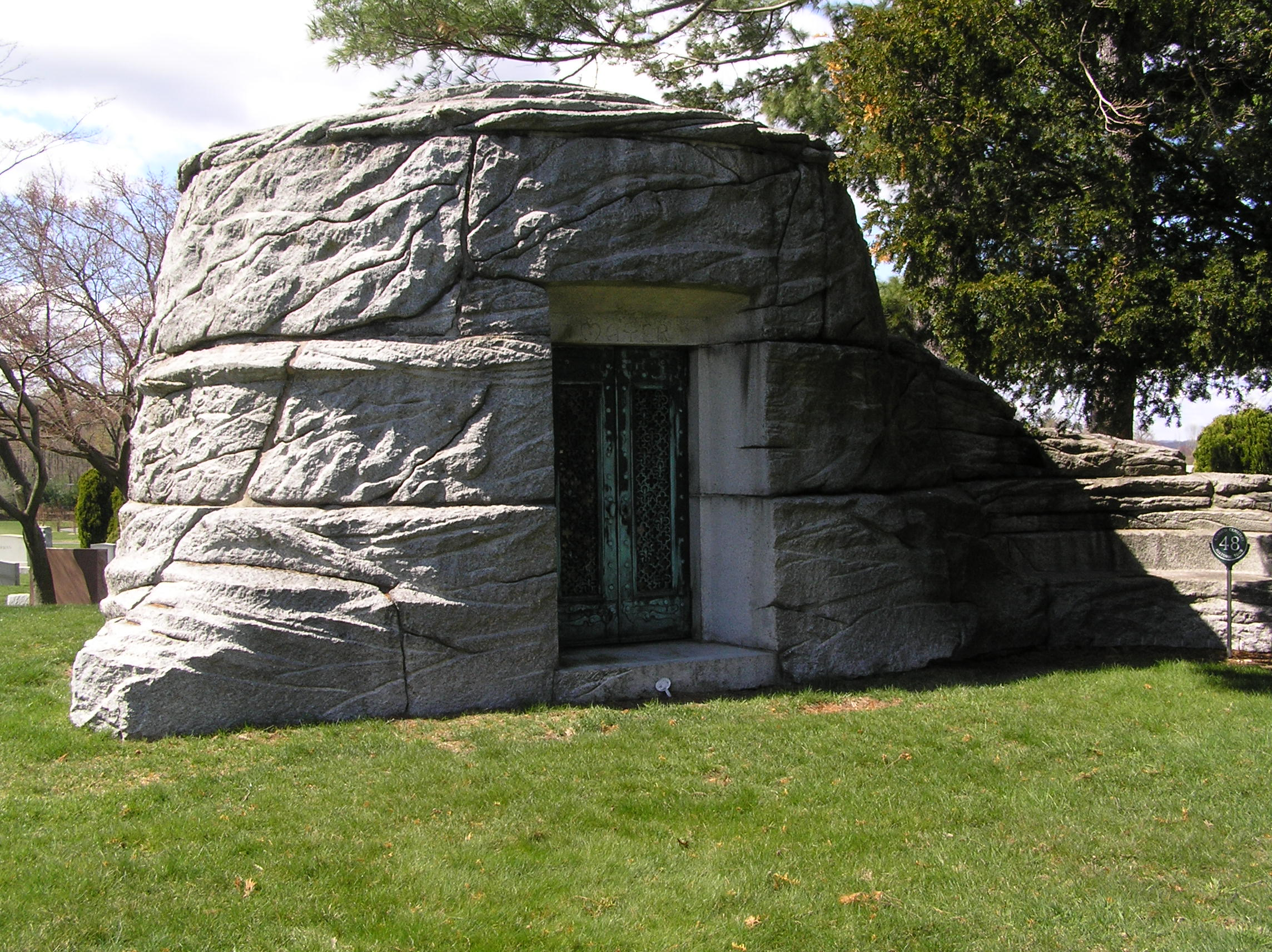
マイヤー墳丘墓
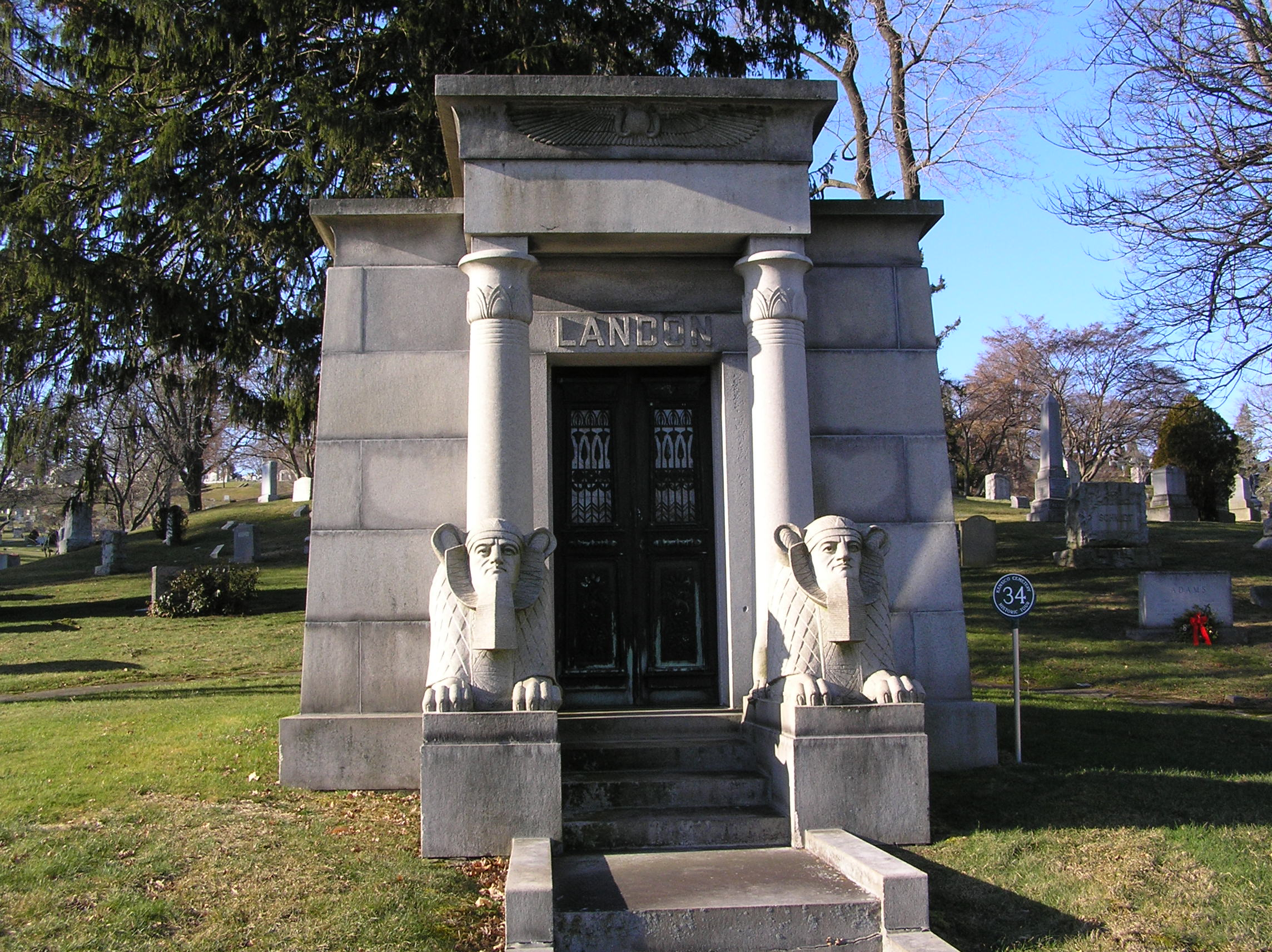
エジプトのスフィンクス
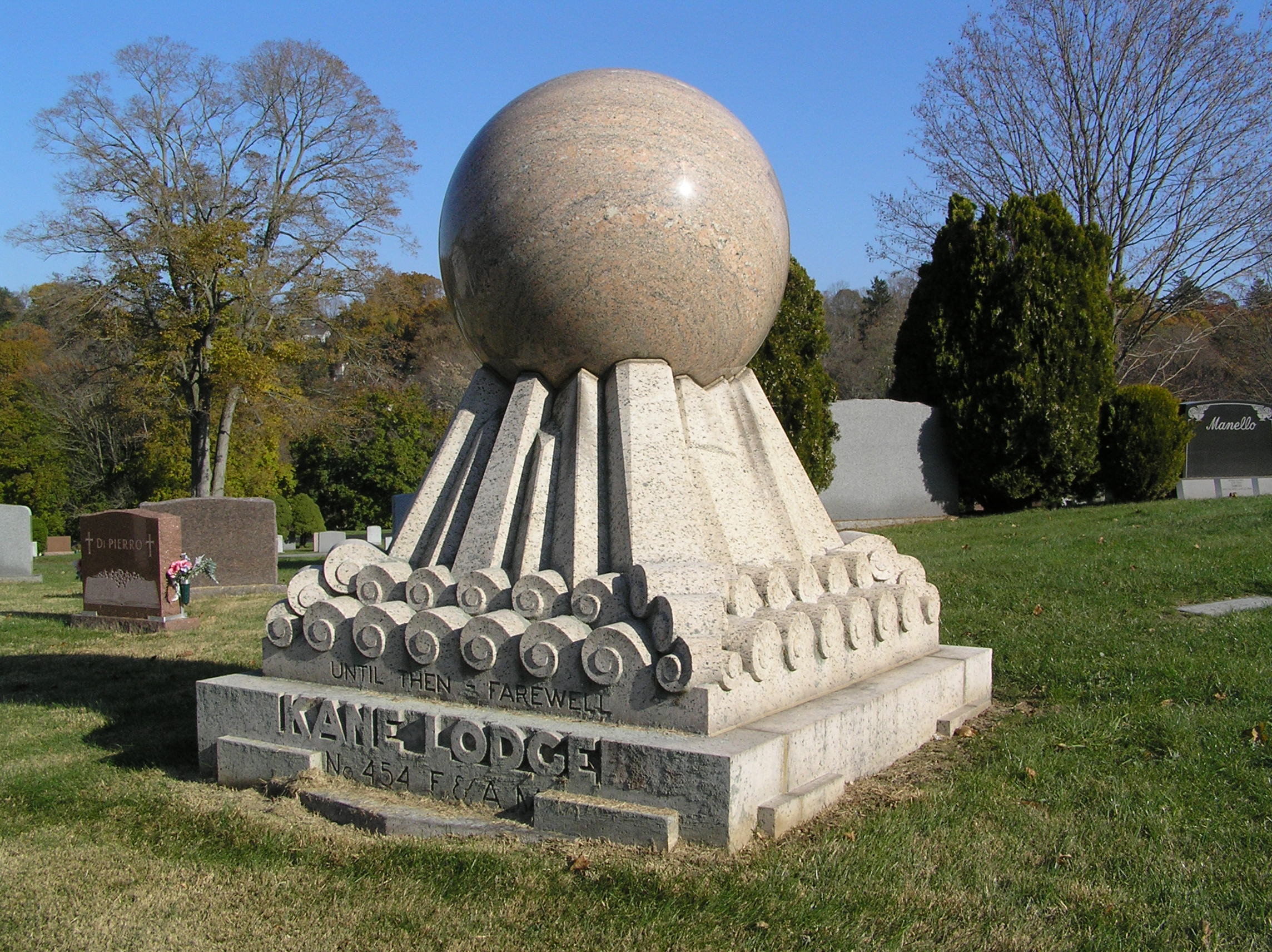
ケインロッジ球体
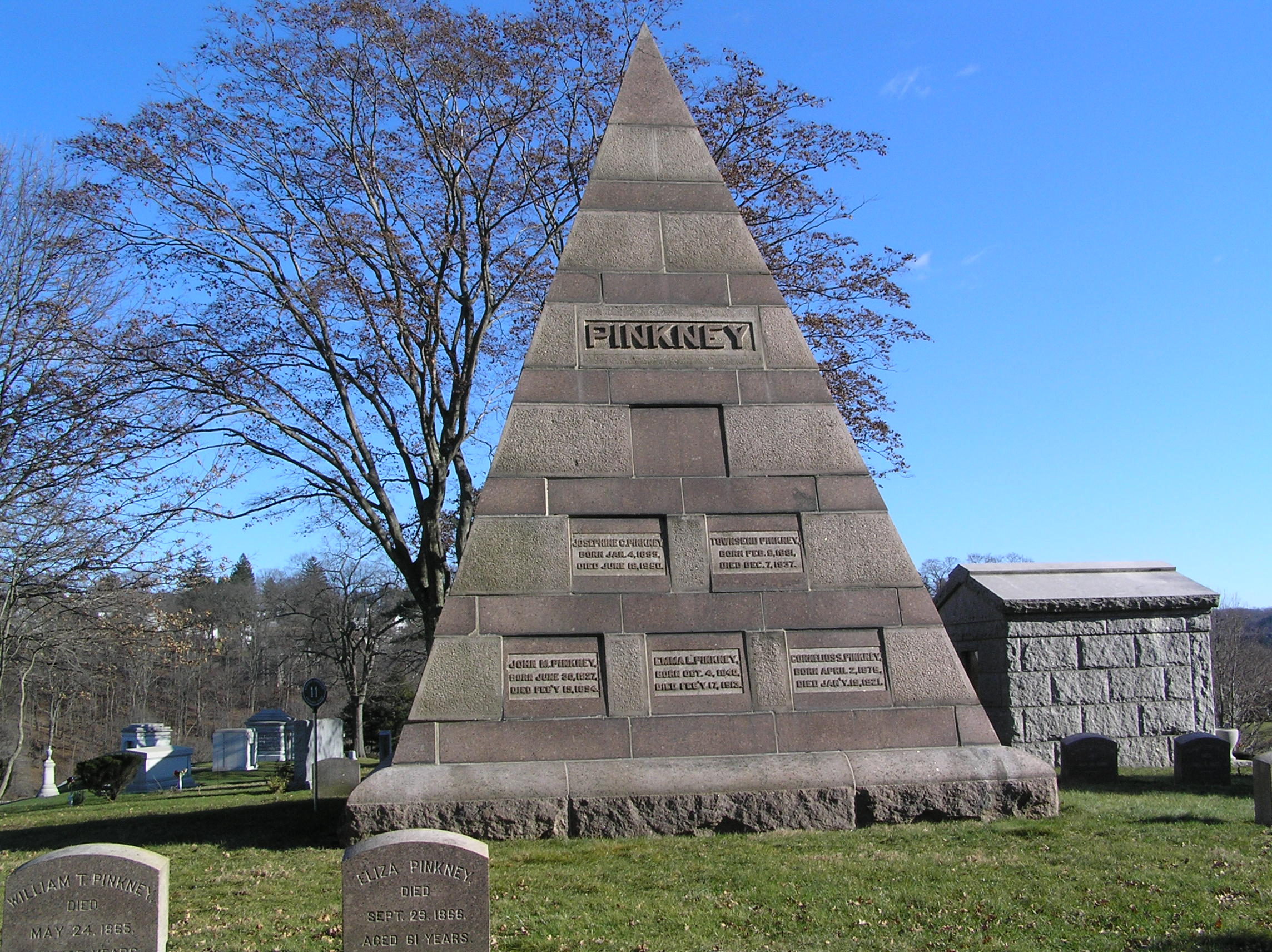
ピンクニーピラミッド
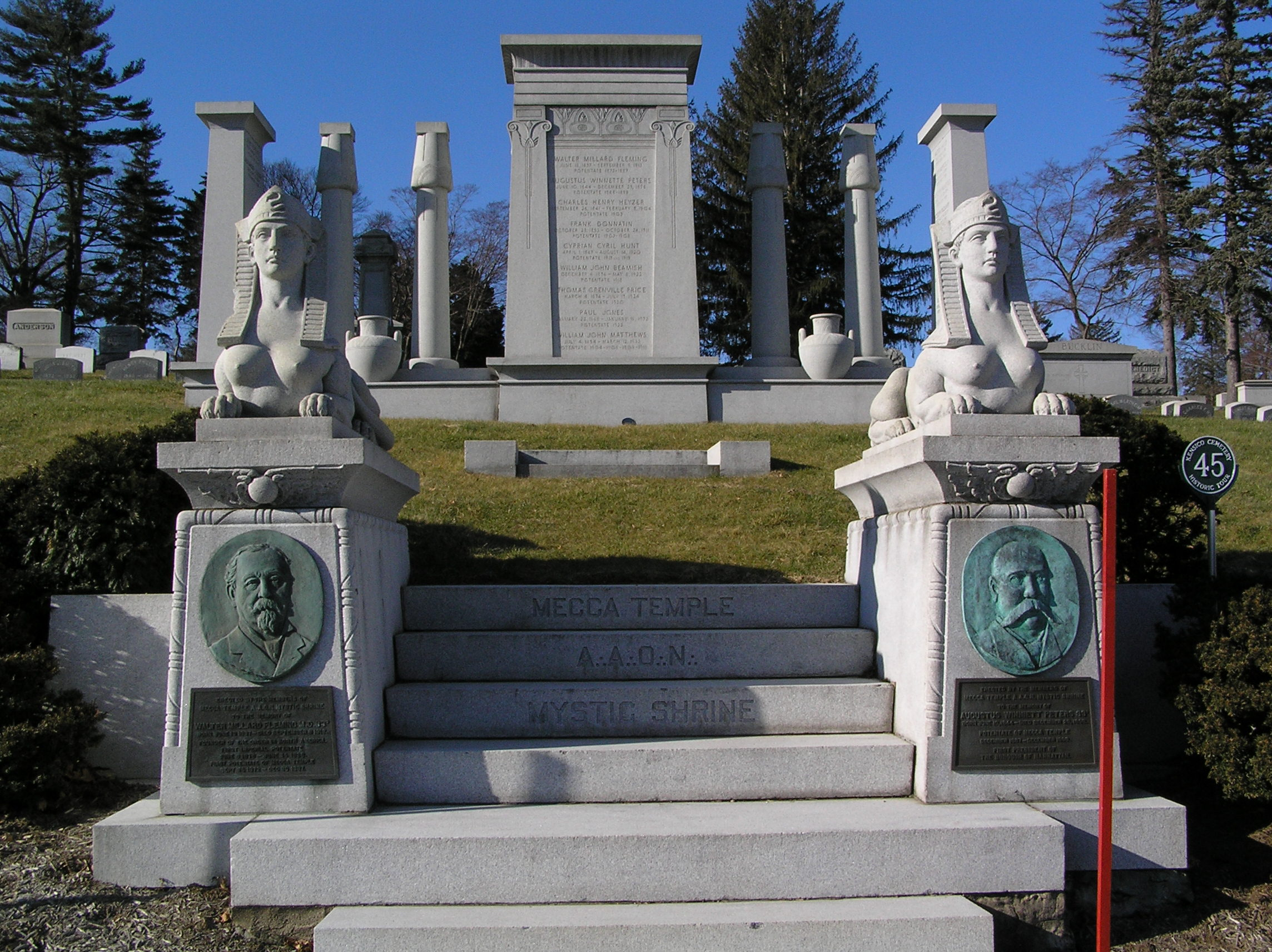
メッカ寺院
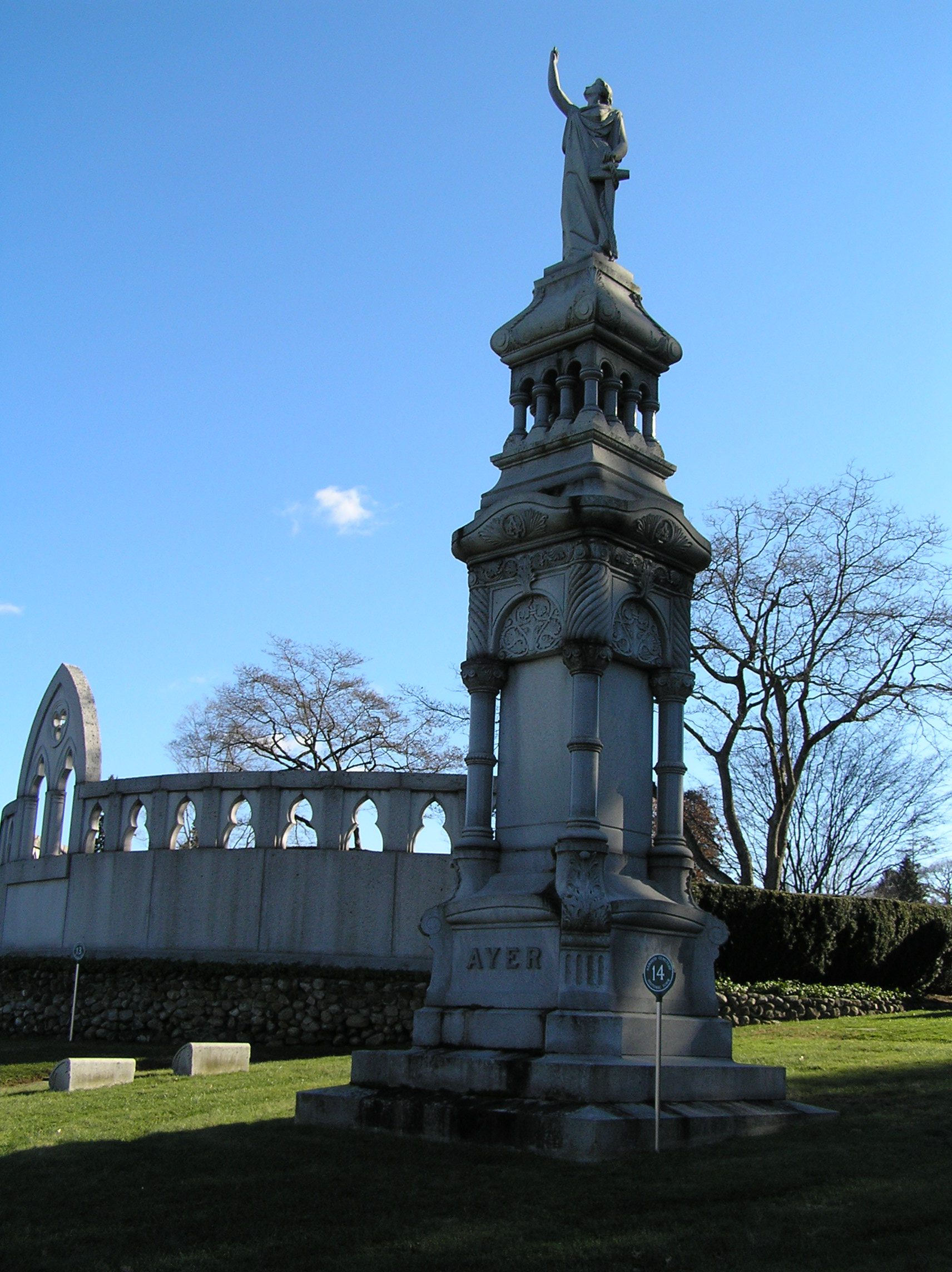
エイヤー像
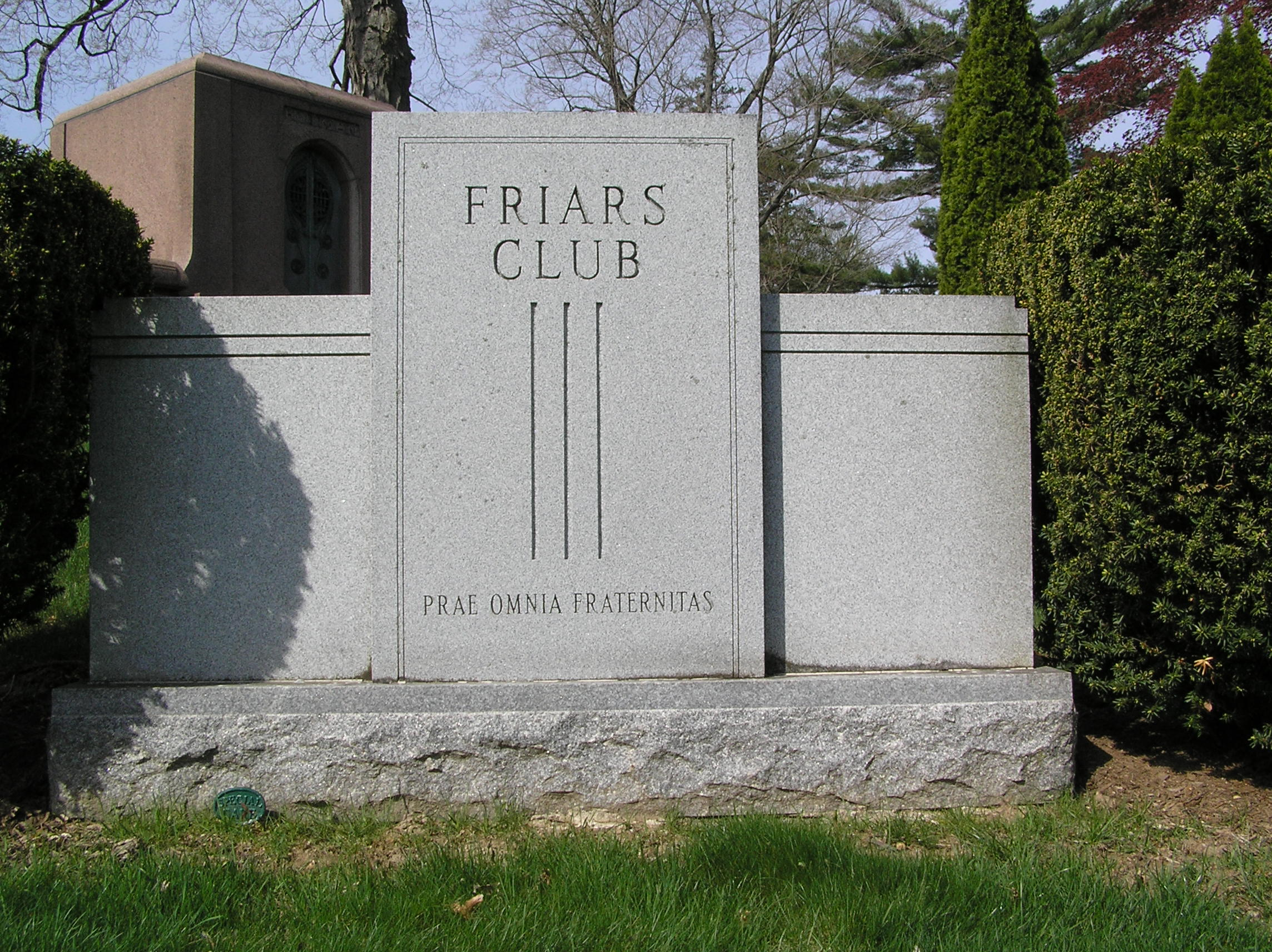
The ニューヨークフライアーズクラブ（英語版）記念碑
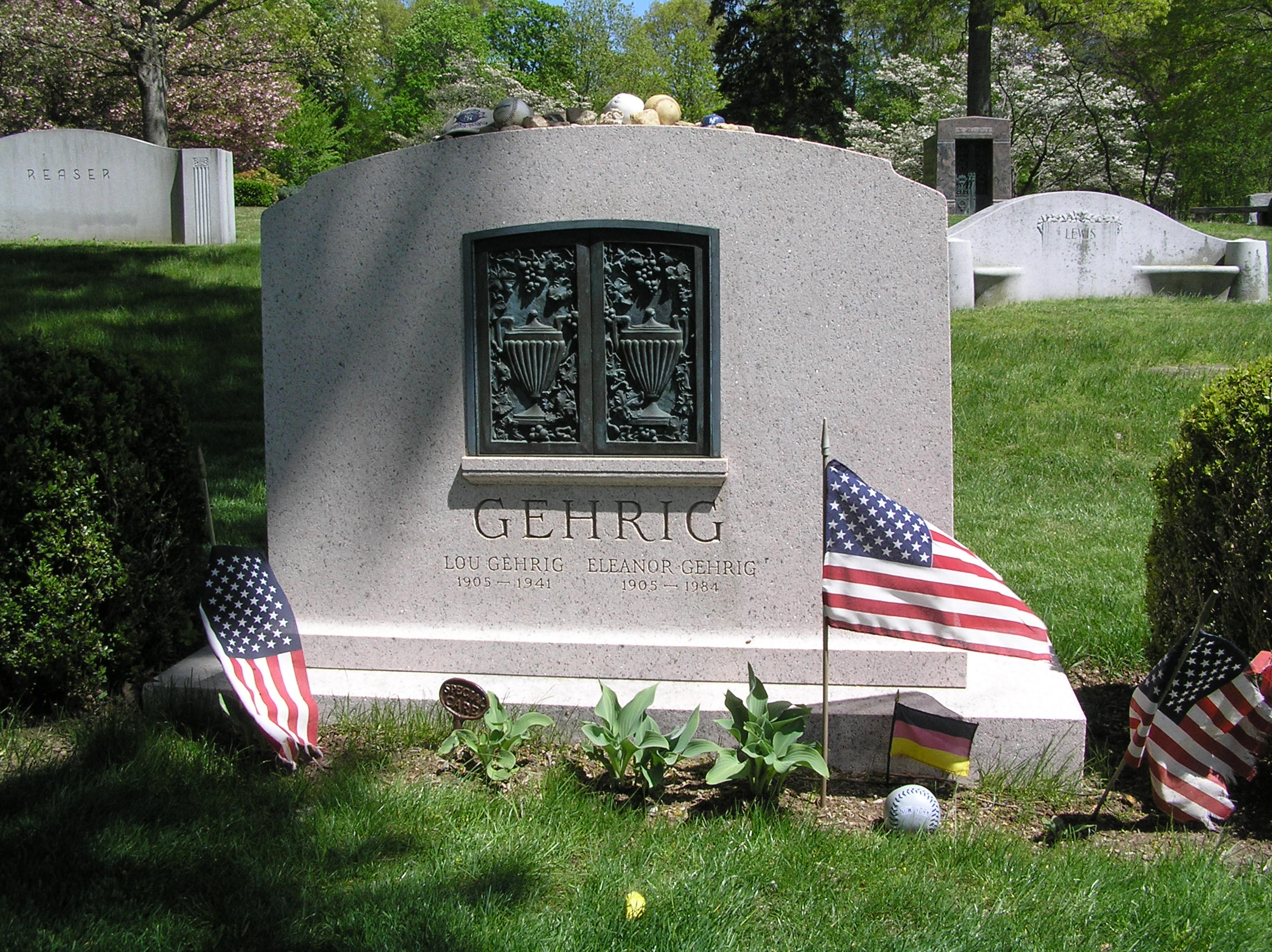
ルー・ゲーリッグの墓
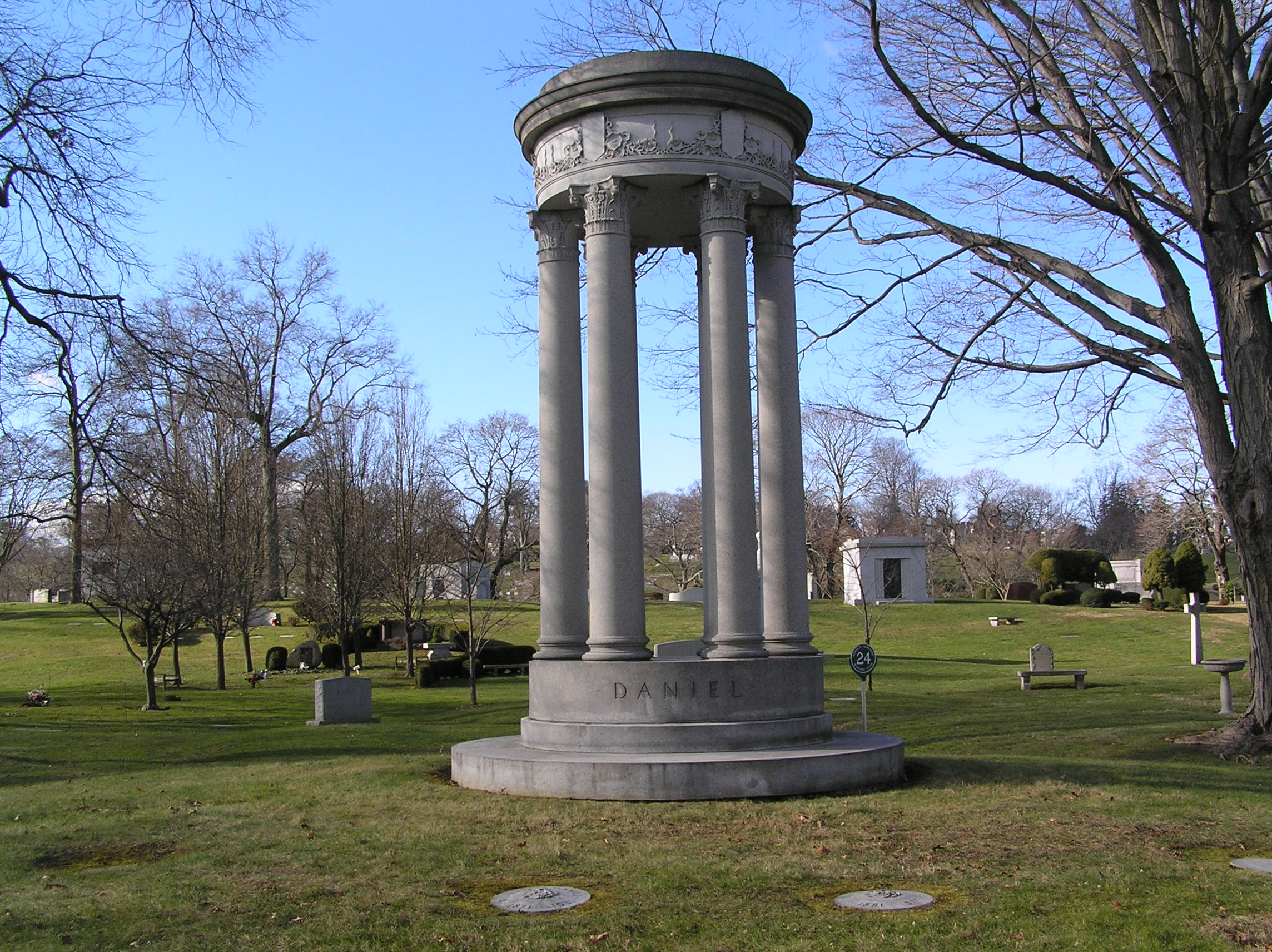
ダニエル記念碑
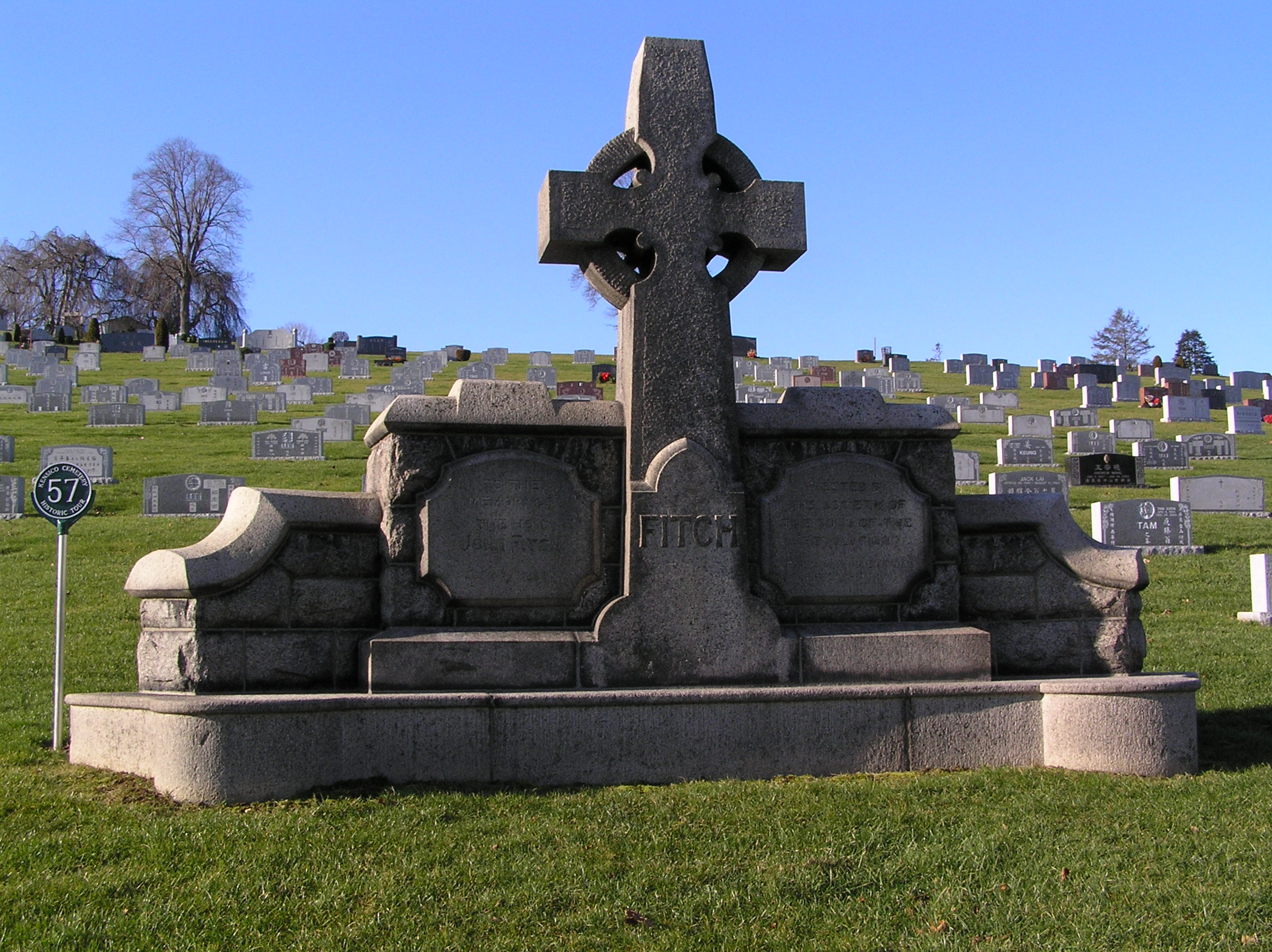
ジョン・フィッチ判事の記念碑
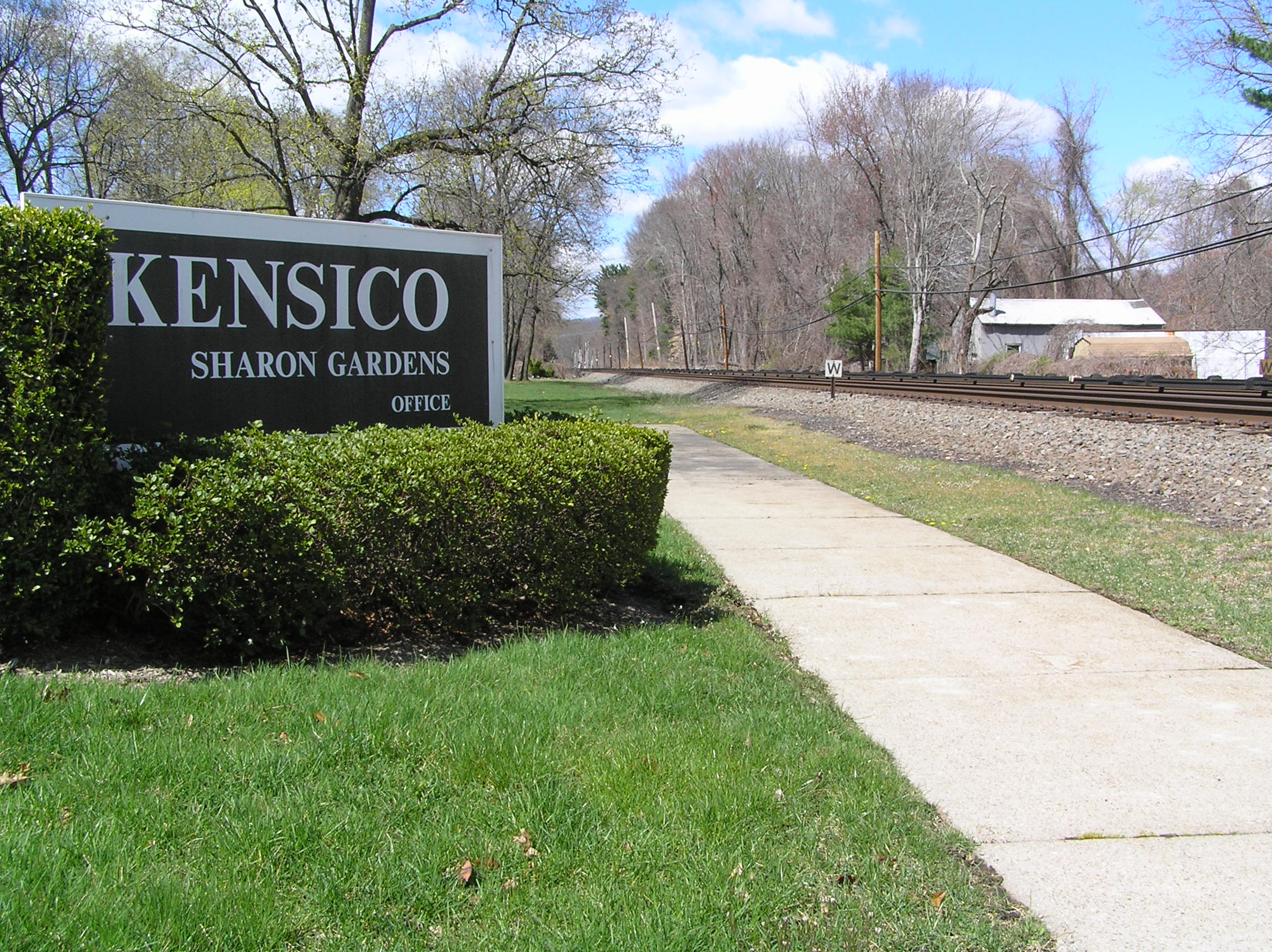
メトロノース線の墓地